# 1997년 세계 육상 선수권 대회
제6회 세계 육상 선수권 대회는 국제 육상 경기 연맹(IAAF) 주관으로 1997년 8월 1일부터 8월 10일까지 그리스 아테네에서 열린 국제 육상 대회이다. 올림픽 경기장에서 열린 이 대회에는 197개국 선수 1785명이 참가했다.

## 대회 하이라이트
우크라이나의 세르히 부브카가 이 대회 장대높이뛰기에서 자신의 여섯번째이자 마지막 우승을 했다.

## 결과

### 남자
트랙 경기
| 종목                    | 금                                                           | 금         | 은                                                                               | 은         | 동                                                                                 | 동       |
| ----------------------- | ------------------------------------------------------------ | ---------- | -------------------------------------------------------------------------------- | ---------- | ---------------------------------------------------------------------------------- | -------- |
| 100m 자세히             | 모리스 그린 미국                                             | 9.86       | 도노번 베일리 캐나다                                                             | 9.91       | 팀 몽고메리 미국                                                                   | 9.94     |
| 200m 자세히             | 아토 볼든 트리니다드 토바고                                  | 20.04      | 프랭키 프레더릭스 나미비아                                                       | 20.23      | 클라우디네이 다 시우바 브라질                                                      | 20.26    |
| 400m 자세히             | 마이클 존슨 미국                                             | 44.12      | 데이비스 카모가 우간다                                                           | 44.37      | 타이리 워싱턴 미국                                                                 | 44.56    |
| 800m 자세히             | 윌슨 킵케테르 덴마크                                         | 1:43.38    | 노르베르토 텔레스 쿠바                                                           | 1:44.00    | 리치 케나 미국                                                                     | 1:44.25  |
| 1500m 자세히            | 히샴 엘 게루주 모로코                                        | 3:35.83    | 페르민 카초 스페인                                                               | 3.36.63    | 레예스 에스테베스 스페인                                                           | 3:37.26  |
| 5000m 자세히            | 대니얼 코멘 케냐                                             | 13:07.38   | 칼리드 불라미 모로코                                                             | 13:09.34   | 톰 냐리키 케냐                                                                     | 13:11.09 |
| 10,000m 자세히          | 하일레 게브르셀라시에 에티오피아                             | 27:24.58   | 폴 터갓 케냐                                                                     | 27:25.62   | 살라 히수 모로코                                                                   | 27.28.67 |
| 마라톤 자세히           | 아벨 안톤 스페인                                             | 2:13:16    | 마르틴 피스 스페인                                                               | 2:13:21    | 스티브 모네게티 오스트레일리아                                                     | 2:12:16  |
| 110m 허들 자세히        | 앨런 존슨 미국                                               | 12.93      | 콜린 잭슨 영국                                                                   | 13.05      | 이고르 코바치 슬로바키아                                                           | 13.18    |
| 400m 허들 자세히        | 스테판 디아가나 프랑스                                       | 47.70      | 레윌린 허버트 남아프리카 공화국                                                  | 47.86      | 브라이언 브론슨 미국                                                               | 47.88    |
| 3000m 장애물경주 자세히 | 윌슨 보이트 킵케테르 케냐                                    | 8:05.94    | 모지스 킵타누이 케냐                                                             | 8:06.04    | 버나드 바르마사이 케냐                                                             | 8:06.04  |
| 20km 도보 자세히        | 다니엘 가르시아 멕시코                                       | 1:21:43    | 미하일 슈체니코프 러시아                                                         | 1:21:53    | 미하일 흐멜니츠키 벨라루스                                                         | 1:22:01  |
| 50km 경보 자세히        | 로베르트 코제니오프스키 폴란드                               | 3:44:46    | 헤수스 앙헬 가르시아 스페인                                                      | 3:44:59    | 미겔 로드리게스 멕시코                                                             | 3:48:30  |
| 400m 릴레이 자세히      | 미국 로버트 에즈미 글렌로이 길버트 브뤼니 쉬랭 도노번 베일리 | 37.86 WL   | 자메이카 오즈먼드 에진와 올라페데 아데니켄 프랜시스 오비크웰루 데이비드슨 에진와 | 38.07      | 프랑스 대런 브래스웨이트 대런 캠벨 더글러스 워커 줄리언 골딩                       | 39.07    |
| 1600m 릴레이 자세히     | 독일 아이원 토머스 로저 블랙 제이미 볼치 마크 리처드슨       | 2:56.65 SB | 미국 마이클 맥도널드 그렉 호턴 대니 맥팔레인 데이비언 클라크                     | 2:56.75 NR | 자메이카 토마시 추바크 피오트르 리슈키에비치 피오트르 하체크 로베르트 카츠코비아크 | 3:00.26  |

필드 경기
| 종목                | 금                              | 금            | 은                               | 은    | 동                         | 동      |
| ------------------- | ------------------------------- | ------------- | -------------------------------- | ----- | -------------------------- | ------- |
| 멀리뛰기 자세히     | 이반 페드로소 쿠바              | 8.42          | 에릭 월더 미국                   | 8.38  | 키릴 소수노프 러시아       | 8.18    |
| 세단뛰기 자세히     | 요엘비 케사다 쿠바              | 17.85         | 조너던 에드워즈 영국             | 17.69 | 알리에세르 우루티아 쿠바   | 17.64   |
| 높이뛰기 자세히     | 하비에르 소토마요르 쿠바        | 2.37          | 아르투르 파르티카 폴란드         | 2.35  | 팀 포사이스 오스트레일리아 | 2.35    |
| 장대높이뛰기 자세히 | 세르히 부브카 우크라이나        | 6.01          | 막심 타라소프 러시아             | 5.96  | 딘 스타키 미국             | 5.91 SB |
| 포환던지기 자세히   | 존 고디나 미국                  | 21.44         | 올리버-즈벤 부더 독일            | 21.24 | C. J. 헌터 미국            | 20.33   |
| 원반던지기 자세히   | 라르스 리델 독일                | 68.54         | 비르길리우스 알레크나 리투아니아 | 66.70 | 위르겐 슐트 독일           | 66.14   |
| 해머던지기 자세히   | 하인츠 바이스 독일              | 81.78         | 안드리 스크바루크 우크라이나     | 81.46 | 바실리 시도렌코 러시아     | 80.76   |
| 창던지기 자세히     | 매리어스 코벳 남아프리카 공화국 | 88.40         | 스티브 버클리 영국               | 86.80 | 코스타스 가치우디스 그리스 | 86.64   |
| 10종경기 자세히     | 토마시 드보르자크 체코          | 8837 CR/WL/NR | 에두아르드 헤멜레이넨 핀란드     | 8730  | 프랑크 부제만 독일         | 8652    |

### 여자
| 종목                | 금                                                     | 금           | 은                                                                   | 은          | 동                                                                | 동         |
| ------------------- | ------------------------------------------------------ | ------------ | -------------------------------------------------------------------- | ----------- | ----------------------------------------------------------------- | ---------- |
| 100m 자세히         | 매리언 존스 미국                                       | 10.83 WL     | 잔나 핀투세비치 우크라이나                                           | 10.85       | 새버시다 파인스 바하마                                            | 11.03 PB   |
| 200m 자세히         | 잔나 핀투세비치 우크라이나                             | 22.32        | 수산티카 자야싱게 스리랑카                                           | 22.39       | 멀린 오테이 자메이카                                              | 22.40      |
| 400m 자세히         | 캐시 프리먼 오스트레일리아                             | 49.77        | 샌디 리처즈 자메이카                                                 | 49.79 PB    | 지얼 마일즈 미국                                                  | 49.90      |
| 800m 자세히         | 아나 피델리아 퀴로트 쿠바                              | 1:57.14      | 옐레나 아파나시예바 러시아                                           | 1:57.56     | 마리아 무톨라 모잠비크                                            | 1:57.59    |
| 1500m 자세히        | 카를라 사크라멘투 포르투갈                             | 4:04.24 SB   | 레지나 제이컵스 미국                                                 | 4:04.63     | 아니타 바이에르만 스위스                                          | 4:04.70 SB |
| 5000m 자세히        | 가브리엘라 사보 루마니아                               | 14:57.68     | 로베르타 브루네트 이탈리아                                           | 14:58.29 SB | 페르난다 리베이루 포르투갈                                        | 14:58.85   |
| 10,000m 자세히      | 샐리 바르소시오 케냐                                   | 31:32.92 WJR | 페르난다 리베이루 포르투갈                                           | 31:39.15 SB | 지바 마사코 일본                                                  | 31:41.93   |
| 마라톤 자세히       | 스즈키 히로미 일본                                     | 2:29:48      | 마누엘라 마차두 포르투갈                                             | 2:31:12     | 리디아 슬라부테아누 루마니아                                      | 2:31:55    |
| 100m 허들 자세히    | 루드밀라 엥크비스트 스웨덴                             | 12.50 SB     | 스베틀라 디미트로바 불가리아                                         | 12.58       | 미셸 프리먼 자메이카                                              | 12.61      |
| 400m 허들 자세히    | 네자 비두안 모로코                                     | 52.97 AR     | 디온 헤밍스 자메이카                                                 | 53.09 SB    | 킴 배턴 미국                                                      | 53.52      |
| 10km 도보 자세히    | 안나리타 시도티 이탈리아                               | 42:55.49 WL  | 올가 카르도폴체바 벨라루스                                           | 43:30.20    | 발렌티나 치불스카야 벨라루스                                      | 43:49.24   |
| 400m 릴레이 자세히  | 미국 크리스티 게인스 매리언 존스 잉거 밀러 게일 디버스 | 41.47 CR/AR  | 자메이카 비벌리 맥도널드 멀린 프레이저 줄리엣 커스버트 비벌리 그랜트 | 42.10 SB    | 프랑스 파트리샤 지라르-레노 크리스틴 아롱 델핀 콤브 실비안 펠릭스 | 42.21 NR   |
| 1600m 릴레이 자세히 | 독일 안케 펠러 우타 롤렌더 아냐 뤼커 그리트 브로이어   | 3:20.92 WL   | 미국 메이설 말론-월리스 킴 그레이엄 킴 배턴 지얼 마일즈              | 3:21.03 SB  | 자메이카 이니즈 터너 로레인 펜턴 디온 헤밍스 샌디 리처즈          | 3:21.30 NR |
| 멀리뛰기 자세히     | 류드밀라 갈키나 러시아                                 | 7.05 WL/PB   | 니키 산투 그리스                                                     | 6.94 SB     | 피오나 메이 이탈리아                                              | 6.91       |
| 세단뛰기 자세히     | 샤르카 카시파르코바 체코                               | 15.20 WL/NR  | 로디카 마테스쿠 루마니아                                             | 15.16 NR    | 올레나 호보로바 우크라이나                                        | 14.67 PB   |
| 높이뛰기 자세히     | 하네 하우글란 노르웨이                                 | 1.99         | 올가 칼리투리나 러시아 인하 바바코바 우크라이나                      | 1.96        |                                                                   |            |
| 포환던지기 자세히   | 아스트리트 쿰베르누스 독일                             | 20.71        | 비타 파블리슈 우크라이나                                             | 20.66       | 슈테파니 슈토르프 독일                                            | 19.22      |
| 원반던지기 자세히   | 비트리스 파우무이나 뉴질랜드                           | 66.82        | 엘리나 즈베레바 벨라루스                                             | 65.90       | 나탈리야 사도바 러시아                                            | 65.14      |
| 창던지기 자세히     | 트리네 하테스타드 노르웨이                             | 68.78        | 조앤나 스톤 오스트레일리아                                           | 68.64 PB    | 타냐 다마스케 독일                                                | 67.12 PB   |
| 7종경기 자세히      | 자비네 브라운 독일                                     | 67.39        | 데니즈 루이스 영국                                                   | 66.54       | 레미기야 나자로비에네 리투아니아                                  | 65.66      |

## 메달 집계
| 순위 | 나라              | 금 | 은 | 동 | 합계 |
| 1    | 미국              | 6  | 3  | 8  | 17   |
| 2    | 독일              | 5  | 1  | 4  | 10   |
| 3    | 쿠바              | 4  | 1  | 1  | 6    |
| 4    | 케냐              | 3  | 2  | 2  | 7    |
| 5    | 우크라이나        | 2  | 4  | 1  | 7    |
| 6    | 모로코            | 2  | 1  | 1  | 4    |
| 7=   | 체코              | 2  | 0  | 0  | 2    |
| 7=   | 노르웨이          | 2  | 0  | 0  | 2    |
| 9    | 러시아            | 1  | 4  | 3  | 8    |
| 10   | 영국              | 1  | 4  | 1  | 6    |
| 11   | 스페인            | 1  | 3  | 1  | 5    |
| 12   | 포르투갈          | 1  | 2  | 1  | 4    |
| 13   | 오스트레일리아    | 1  | 1  | 2  | 4    |
| 14=  | 이탈리아          | 1  | 1  | 1  | 3    |
| 14=  | 폴란드            | 1  | 1  | 1  | 3    |
| 14=  | 루마니아          | 1  | 1  | 1  | 3    |
| 17=  | 캐나다            | 1  | 1  | 0  | 2    |
| 17=  | 남아프리카 공화국 | 1  | 1  | 0  | 2    |
| 19=  | 프랑스            | 1  | 0  | 1  | 2    |
| 19=  | 일본              | 1  | 0  | 1  | 2    |
| 19=  | 멕시코            | 1  | 0  | 1  | 2    |
| 22=  | 덴마크            | 1  | 0  | 0  | 1    |
| 22=  | 에티오피아        | 1  | 0  | 0  | 1    |
| 22=  | 뉴질랜드          | 1  | 0  | 0  | 1    |
| 22=  | 스웨덴            | 1  | 0  | 0  | 1    |
| 22=  | 트리니다드 토바고 | 1  | 0  | 0  | 1    |
| 27   | 자메이카          | 0  | 4  | 3  | 7    |
| 28   | 벨라루스          | 0  | 2  | 2  | 4    |
| 29=  | 그리스            | 0  | 1  | 1  | 2    |
| 29=  | 리투아니아        | 0  | 1  | 1  | 2    |
| 29=  | 카자흐스탄        | 0  | 1  | 0  | 1    |
| 31=  | 불가리아          | 0  | 1  | 0  | 1    |
| 31=  | 핀란드            | 0  | 1  | 0  | 1    |
| 31=  | 나미비아          | 0  | 1  | 0  | 1    |
| 31=  | 나이지리아        | 0  | 1  | 0  | 1    |
| 31=  | 스리랑카          | 0  | 1  | 0  | 1    |
| 31=  | 우간다            | 0  | 1  | 0  | 1    |
| 36=  | 바하마            | 0  | 0  | 1  | 1    |
| 36=  | 브라질            | 0  | 0  | 1  | 1    |
| 36=  | 모잠비크          | 0  | 0  | 1  | 1    |
| 36=  | 슬로바키아        | 0  | 0  | 1  | 1    |
| 36=  | 스위스            | 0  | 0  | 1  | 1    |